# Luad ål
Luad ål är en gammal skånsk specialitet som görs genom att oflådd ål först saltas och sedan samtidigt (ibland på spett) grillas och röks.
Luad ål äts i samband med ålagille.